# Járkovo-Poltávskoye
Járkovo-Poltávskoye (del ruso: Ха́рьково-Полта́вское) es un jútor del raión de Briujovétskaya del krai de Krasnodar en el sur de Rusia. Está situado en la orilla izquierda del río Beisug, frente a Anapski, 9 km al este de Briujovétskaya y 82 km al norte de Krasnodar, la capital del krai. Tenía 221 habitantes en 2010
Pertenece al municipio rural Bolshebeisúgskoye.